# Kaiserpokal 2002
Der Kaiserpokal 2002 war die 82. Austragung des Kaiserpokals, des höchsten japanischen Fußballpokalwettbewerbs. Sieger des Wettbewerbs waren die Kyoto Purple Sanga.

## Ergebnisse

### 1. Runde
|                                 | Ergebnis        |                                      |
| ------------------------------- | --------------- | ------------------------------------ |
| Kagawa Nishi High School        | 0:1             | Kokushikan-Universität               |
| Kunimi High School              | 3:0             | Yamagata Chuo High School            |
| Internationale Budō-Universität | 1:2             | Oita Trinita                         |
| Iwami FC                        | 2:1             | Fukui KSC                            |
| Universität Tsukuba             | 1:2             | Ventforet Kofu                       |
| Pädagogische Hochschule Fukuoka | 1:2             | Alouette Kumamoto                    |
| Kyushu Inax                     | 0:5             | Mito HollyHock                       |
| Sagawa Printing                 | 1:0             | TDK                                  |
| Gunma FC Horikoshi              | 2:1             | Montedio Yamagata                    |
| Gakugei-Universität Tokio       | 5:1             | Universität Hachinohe                |
| Universität Fukushima           | 1:5             | Omiya Ardija                         |
| Sony Sendai FC                  | 2:3             | Japan Soccer College                 |
| Muchz FC                        | 0:7             | Kawasaki Frontale                    |
| SC Tottori                      | 2:1             | Alex                                 |
| Okinawa Kariyushi FC            | 2:3             | Honda                                |
| Oita Trinita U-18               | 1:1 (5:3 i. E.) | Sanfrecce Hiroshima U-18             |
| YSCC Yokohama                   | 1:7             | Otsuka Pharmaceutical                |
| Centro De Futebol Edu           | 3:1             | Volca Kagoshima                      |
| Teihens FC                      | 0:6             | Cerezo Osaka                         |
| Universität Tokuyama            | 0:2             | Sagawa Express Osaka                 |
| Ohara Gakuen JaSRA              | 0:1             | Avispa Fukuoka                       |
| Tochigi SC                      | 3:1             | Universität Iwate                    |
| Takada FC                       | 0:3             | Yokohama FC                          |
| Denso                           | 1:1 (3:1 i. E.) | Universität Sapporo                  |
| Kwansei-Gakuin-Universität      | 2:5             | Sagan Tosu                           |
| Saitama SC                      | 2:1             | YKK                                  |
| Nankoku Kochi FC                | 1:4             | Shonan Bellmare                      |
| Ehime FC                        | 6:1             | Mitsubishi Heavy Industries Nagasaki |
| Kihoku Shukyudan                | 0:9             | Albirex Niigata                      |
| Profesor Miyazaki               | 4:3             | Kibi International University        |
| Kakamihara High School          | 0:9             | Komazawa-Universität                 |
| Nirasaki Astros                 | 0:2             | Universität Hamamatsu                |

### 2. Runde
|                        | Ergebnis |                           |
| ---------------------- | -------- | ------------------------- |
| Kokushikan-Universität | 1:2      | Kunimi High School        |
| Oita Trinita           | 3:0      | Iwami FC                  |
| Ventforet Kofu         | 2:0      | Alouette Kumamoto         |
| Mito HollyHock         | 4:0      | Sagawa Printing           |
| Gunma FC Horikoshi     | 0:1      | Gakugei-Universität Tokio |
| Omiya Ardija           | 4:0      | Japan Soccer College      |
| Kawasaki Frontale      | 6:0      | SC Tottori                |
| Honda                  | 3:0      | Oita Trinita U-18         |
| Otsuka Pharmaceutical  | 3:0      | Centro De Futebol Edu     |
| Cerezo Osaka           | 4:1      | Sagawa Express Osaka      |
| Avispa Fukuoka         | 2:1      | Tochigi SC                |
| Yokohama FC            | 3:2      | Denso                     |
| Sagan Tosu             | 7:0      | Saitama SC                |
| Shonan Bellmare        | 1:0      | Ehime FC                  |
| Albirex Niigata        | 1:0      | Profesor Miyazaki         |
| Komazawa-Universität   | 1:0      | Universität Hamamatsu     |

### 3. Runde
|                      | Ergebnis |                           |
| -------------------- | -------- | ------------------------- |
| Júbilo Iwata         | 2:0      | Kunimi High School        |
| Consadole Sapporo    | 0:5      | Oita Trinita              |
| Vegalta Sendai       | 1:0      | Ventforet Kofu            |
| JEF United Ichihara  | 4:0      | Mito HollyHock            |
| Kashima Antlers      | 4:0      | Gakugei-Universität Tokio |
| Tokyo Verdy 1969     | 0:2      | Omiya Ardija              |
| Vissel Kobe          | 1:3      | Kawasaki Frontale         |
| Gamba Osaka          | 3:1      | Honda                     |
| Nagoya Grampus Eight | 2:0      | Otsuka Pharmaceutical     |
| Kashiwa Reysol       | 1:2      | Cerezo Osaka              |
| Urawa Reds           | 1:2      | Avispa Fukuoka            |
| Kyoto Purple Sanga   | 4:0      | Yokohama FC               |
| Shimizu S-Pulse      | 4:2      | Sagan Tosu                |
| FC Tokyo             | 3:4      | Shonan Bellmare           |
| Sanfrecce Hiroshima  | 2:0      | Albirex Niigata           |
| Yokohama F. Marinos  | 3:0      | Komazawa-Universität      |

### Achtelfinale
|                      | Ergebnis |                     |
| -------------------- | -------- | ------------------- |
| Júbilo Iwata         | 2:0      | Oita Trinita        |
| Vegalta Sendai       | 1:2      | JEF United Ichihara |
| Kashima Antlers      | 1:0      | Omiya Ardija        |
| Kawasaki Frontale    | 1:0      | Gamba Osaka         |
| Nagoya Grampus Eight | 5:2      | Cerezo Osaka        |
| Avispa Fukuoka       | 0:1      | Kyoto Purple Sanga  |
| Shimizu S-Pulse      | 3:2      | Shonan Bellmare     |
| Sanfrecce Hiroshima  | 2:1      | Yokohama F. Marinos |

### Viertelfinale
|                      | Ergebnis |                     |
| -------------------- | -------- | ------------------- |
| Júbilo Iwata         | 0:1      | JEF United Ichihara |
| Kashima Antlers      | 1:0      | Kawasaki Frontale   |
| Nagoya Grampus Eight | 0:1      | Kyoto Purple Sanga  |
| Shimizu S-Pulse      | 1:3      | Sanfrecce Hiroshima |

### Halbfinale
|                     | Ergebnis |                     |
| ------------------- | -------- | ------------------- |
| JEF United Ichihara | 0:2      | Kashima Antlers     |
| Kyoto Purple Sanga  | 2:1      | Sanfrecce Hiroshima |

### Finale
|                 | Ergebnis |                    |
| --------------- | -------- | ------------------ |
| Kashima Antlers | 1:2      | Kyoto Purple Sanga |